# オス城

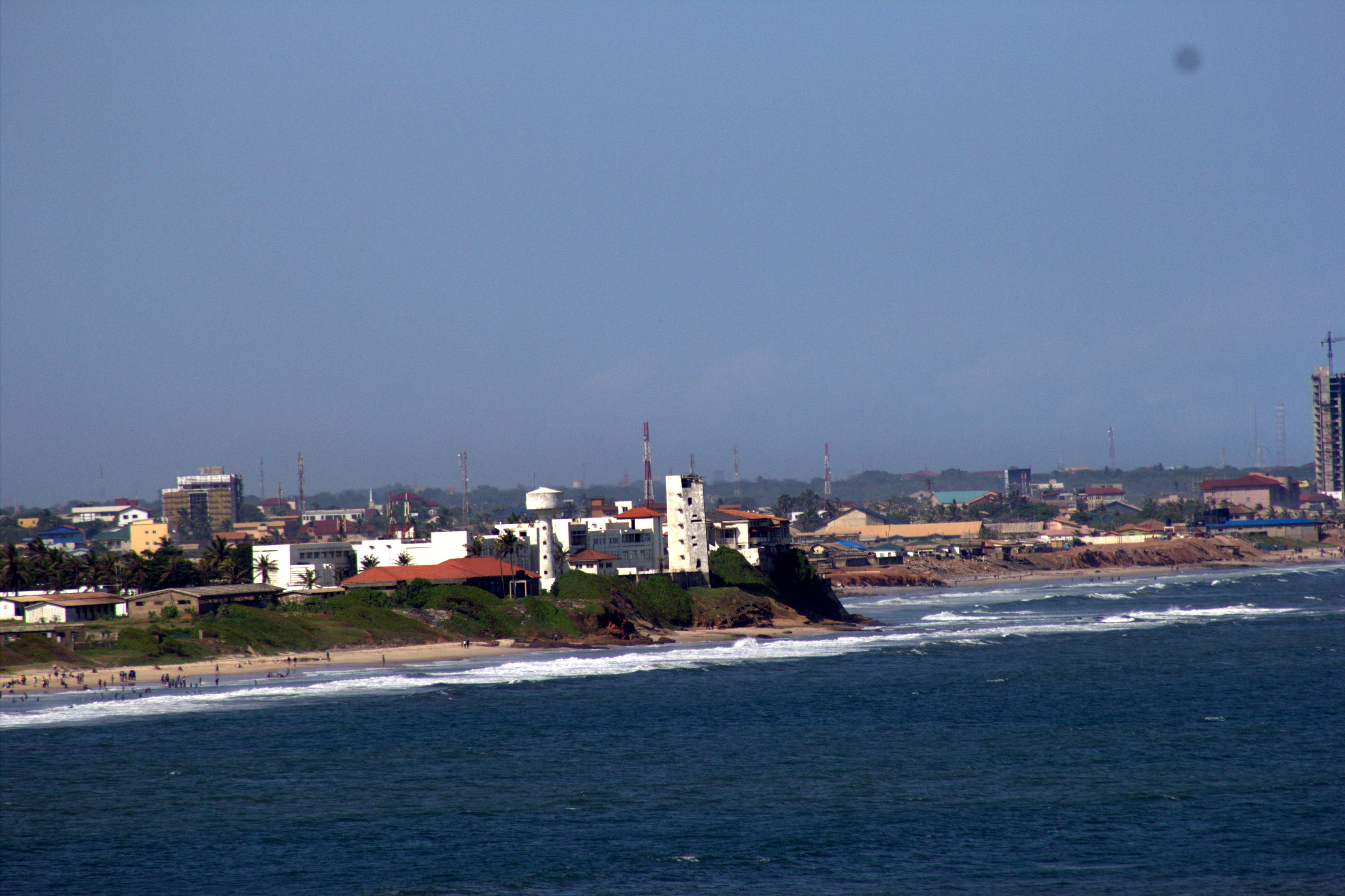
アクラ市のジェームスタウン灯台から望むオス城

オス城（Osu Castle）はクリスチャンスボー砦（デンマーク語: Fort Christiansborg）、または単にthe Castleとしても知られている、大西洋のギニア湾岸にあるガーナの首都アクラのオス地区にある城である。砦は1660年代にデンマーク＝ノルウェーによって建設された。その後、デンマーク＝ノルウェー、ポルトガル、アクワム、イギリス、そして最終的に独立後のガーナと持ち主が代わり、何度も改築された。城の歴史の大部分においてガーナの政庁として使われてきたが、そうでない時期も何度かあった。最近では、第4代ガーナ大統領のジョン・クフォーが2009年1月6日に政庁をジュビリーハウス（Jubilee House）に移した。
城に隣接して、大西洋を見下ろす鳥類保護区の中にガーナ第3代大統領のジョン・アッタ・ミルズの墓所が設けられている。

## 歴史

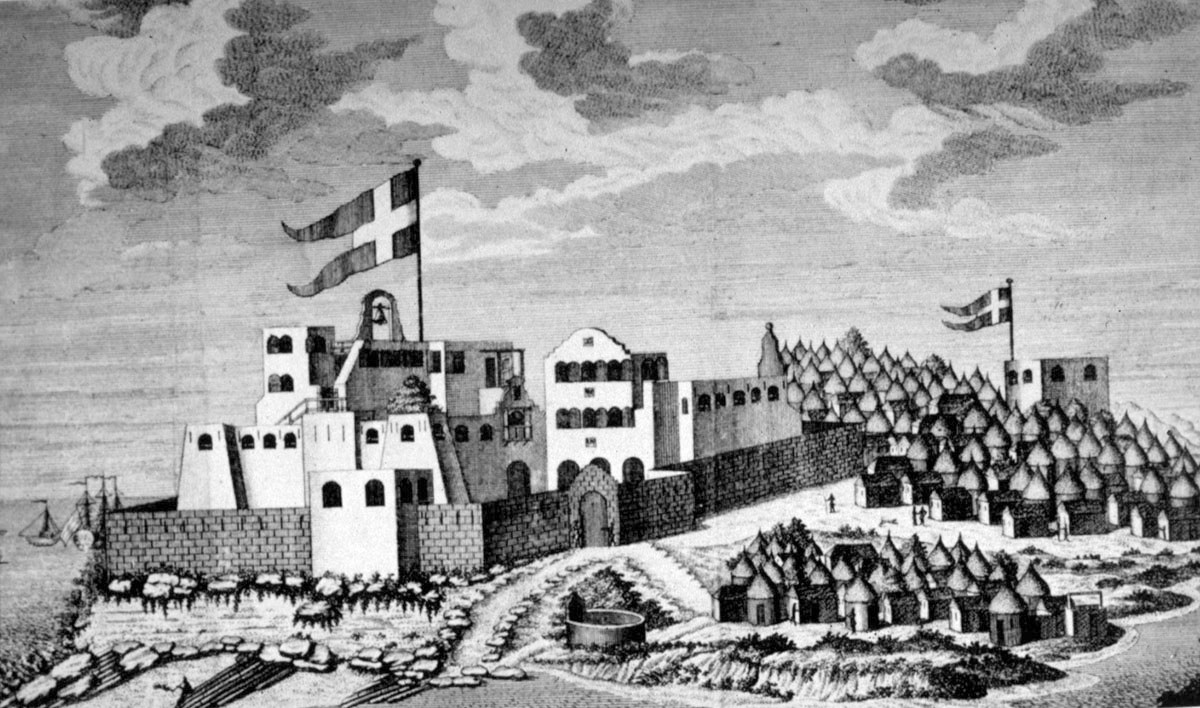
デンマーク＝ノルウェーの要塞、クリスチャンスボー砦（現オス城）の往時の絵画。右側の出丸はPrøvestenen砦。

1550年、この地域に及んだ最初のヨーロッパ勢力はポルトガルだった。しかし17世紀にはポルトガルの影響力は弱まった。この地域は、1650年代にオランダ出身の商人、ヘンドリック・カーロフの先導によってスウェーデンの勢力下に入った。1652年に、彼は以前に取引を行っていたアクラ王から小さな要塞化された拠点を建設する許可を得た。
1657年、カーロフは再びアフリカに向かったが、今度はデンマーク＝ノルウェーの旗の下にあった。彼の目的は、自分で建てた砦の征服だった。それは容易に達成された。
1660年に、砦の支配権はオランダに渡ったが、すぐにデンマーク＝ノルウェーの物になった。
城は建設から間もない時期は主に金交易および象牙交易に使われていたが、デンマーク＝ノルウェーの支配下では奴隷を大いに商うようになった。

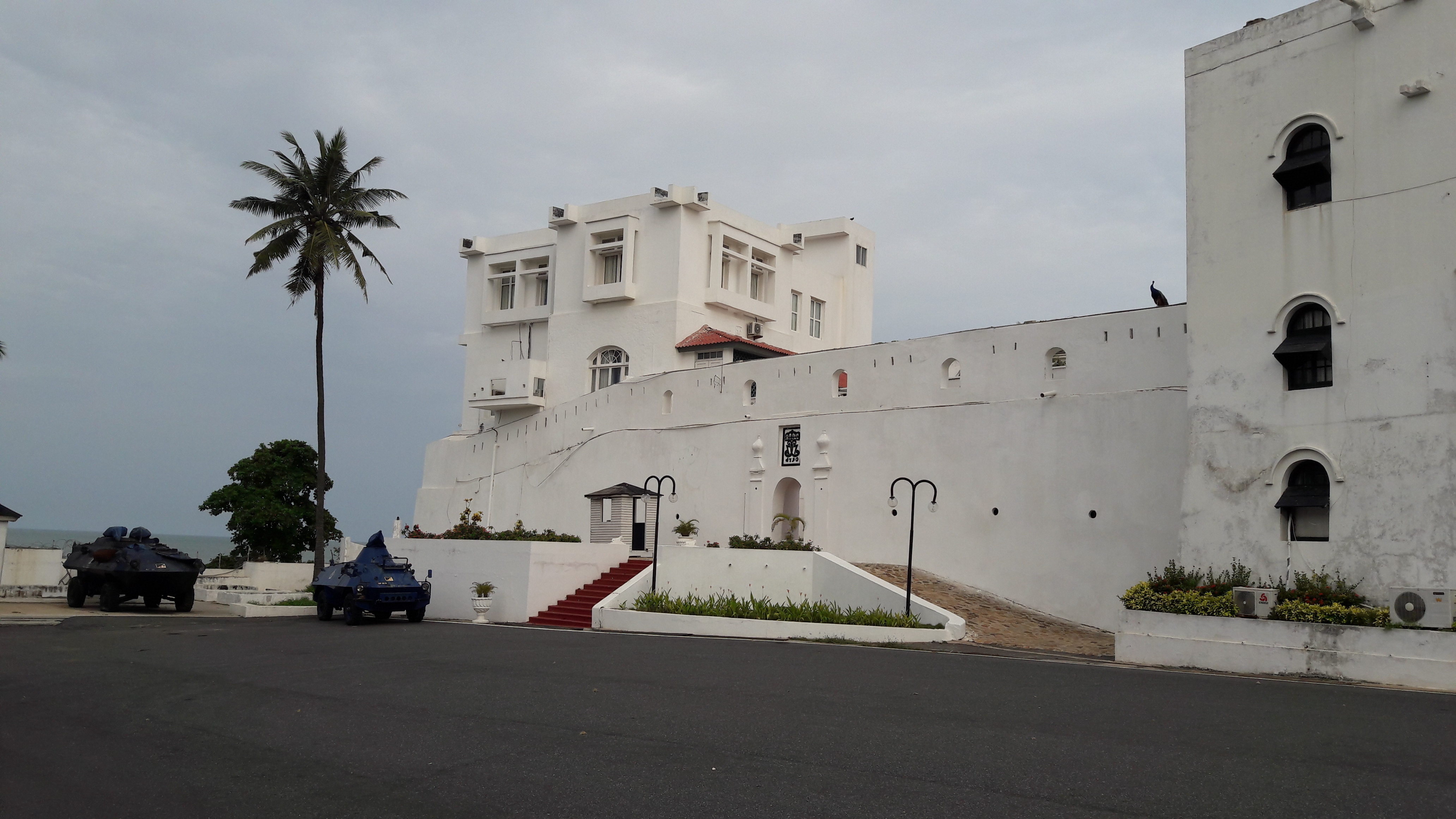
2017年に一般公開された後のクリスチャンスボー砦への入り口。

オス城は他の2つの砦の近くに位置していた。オランダのクレベクール砦とイギリスのジェームズ砦である。なお、この三国の築いた居留地が、現在のアクラ市の旧市街のもとになっている。
オスの居留地は小さすぎて、他と比べると十分な数の「商品」を「保管」できなかった。そこでデンマーク＝ノルウェーは隣接する土地を購入して建物を拡張し、国王クリスチャン5世にちなんでクリスチャンスボーと名付けた。なお、コペンハーゲンの王宮のクリスチャンスボー城はクリスチャン6世にちなむ命名なので、同名だが同名ではない。
その後200年間、多少の中断を挟みつつも、砦はデンマーク領黄金海岸の首府として機能し続けた。
1679年に砦のギリシャ人副司令官が反乱を起こして司令官を殺害した。その後まもなく、ポルトガルのサントメ総督のジュリアン・デ・カンポス・バレットに砦を売却した。砦はザビエルにちなんで「聖フランシスコ・ザビエル砦」と改名された。ポルトガル人は礼拝堂を建て、堡塁を3フィート嵩上げした。しかし、ポルトガル商人が他の黄金海岸の勢力と競争できないことが明らかになって1682年8月29日に砦は放棄された。デンマークがポルトガルから砦を購入して、1683年2月に戻ってきた。
1685年、クリスチャンスボー砦は、それまでのフレデリクスボー砦にかわって、デンマーク領黄金海岸の首府となった。
1693年、地元のアクワム人部族が、商人になりすまして砦の居住者（死と病気によって減少していた）を圧倒して、砦を占領した。アクワム族長のアサメニは1年間砦を占領し、多くの国の商人と交易した。1694年、アッサメニは砦をデンマーク＝ノルウェーに金50マルク（400トロイオンス＝約12441グラム。2019年の平均金価格で換算すると約六千万円相当）で売却したが、砦の鍵は手元に残した。鍵は現在もアクワム人部族が所有している 。
18世紀初頭は砦にとってよい時代ではなく、1722年にイギリス人は要塞が荒廃していると報告した。その世紀の後半に砦は拡張されたが、施設が改善されたのは1824年だった。追加の貯蔵庫、兵舎、砲台、堡塁、住居などにより、城は元の砦の4倍の大きさになった。1770年代、オスのデンマーク人はオランダが支配するアクラとの紛争に巻き込まれた。
1850年、イギリス人は、クリスチャンスボー砦を含む、デンマーク領黄金海岸の居留地すべてを10,000ポンド（2007年の貨幣価値で2億円から3億5千万円に相当）で購入した。デンマークはしばらくの間、これらの基地の売却を検討していた。奴隷貿易が廃止された後、それらは費用がかかる一方でほとんど利益をもたらさなかった。イギリスも同じ問題を経験したが、違法な奴隷貿易を阻止や、フランスやベルギーの勢力伸長を抑える狙いがあった。1862年の地震により、木造の上層階のほとんどが破壊された。その世紀の後半に、城は植民地の政庁となった。その後、1890年から1901年までイギリスは城を手放した。この期間内に、それは警察に、そして後には精神病院として使用された。1902年に再び政庁となった。1950年に、木造の上層階は当初のデンマーク時代の設計に従って再建された。1957年、エリザベス2世女王を元首としてガーナが独立したとき、砦は総督官邸として政庁になった。ガーナが1960年に共和国になったとき、それはガーナの初代大統領、クワメ・エンクルマの公邸になった。
2005年には、オス城に政府を起き続けるかどうかについての議論があった。ジョン・クフォー大統領は、以前の奴隷制との関係のため、またその施設が不十分なため、政府は城から離れるべきと主張した。しかし、野党国民民主会議の国会議員は、新しい大統領官邸の費用3千万ドルは、他の場所で使うほうがよいと主張した。

## 特徴

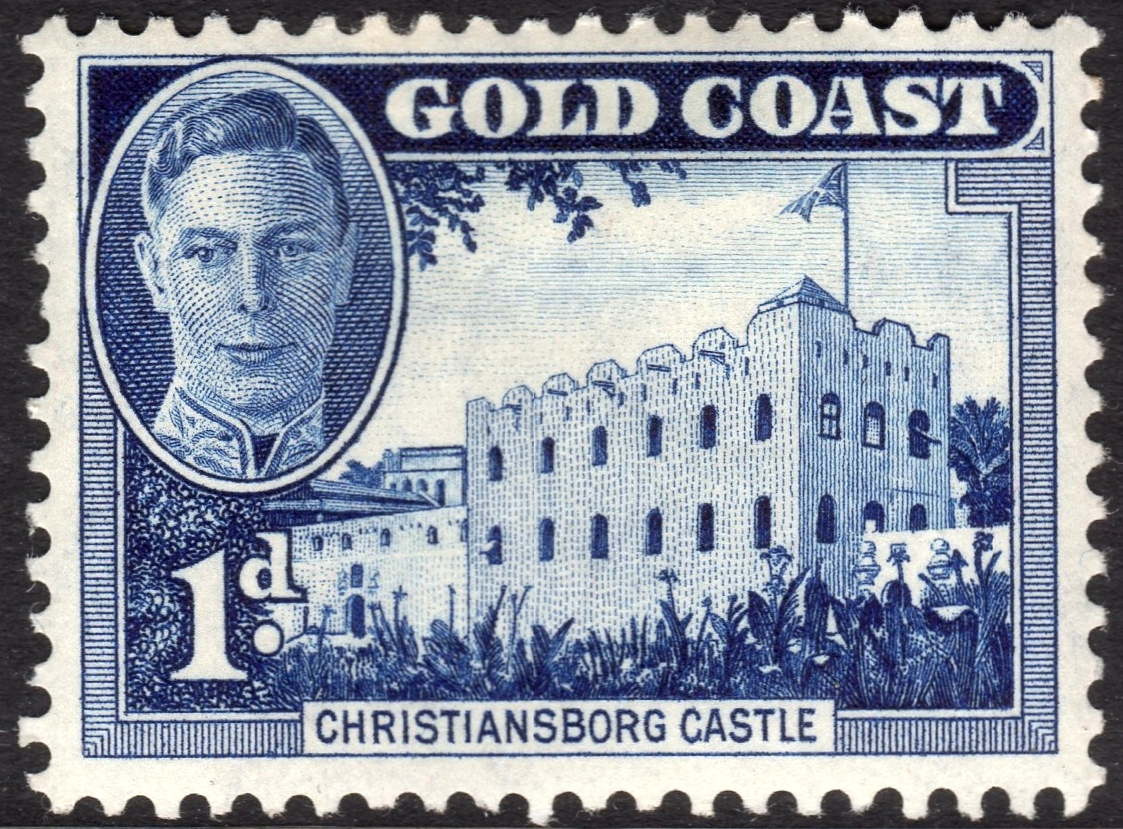
英領ゴールドコースト（現代のガーナ）の1948年の切手。旧名のクリスチャンボー城で記載されている。

オス城はもはやガーナの政庁ではない。政庁は現在「ジュビリーハウス」（Jubilee House）であり、この名前は以前の名前である「フラッグスタッフハウス」から変更された。
アメリカ大統領のリチャード・ニクソン、ビル・クリントン、バラク・オバマ、ドイツのゲアハルト・シュレーダー首相など、多くの国際的な高官がガーナ訪問の際にオス城を訪れた。ガーナが共和国になった1年後の1961年にエリザベス2世の訪問に対応するために、追加の部屋が建てられた。
現在の城は、もともとの砦からさまざまに増築されており、あまり伝統的な形ではない。病院、カフェ、ショッピングセンター、郵便局など、職員向けの施設がたくさんある。また、恒久的な兵舎も設けられている。
広大な庭園には、地元産と外来、両方の多種多様な植物があり、30人が雇用されている。これは大統領の野外レセプションやパーティーに使われる。オス城は2017年から一般公開されている。